# T-90
El T-90, una evolució del T-72, és el tanc més modern en servei a l'exèrcit rus. La versió T-90 S està en servei a l'exèrcit indi, i l'Índia va començar a fabricar el seu propi model el T-90S Bhishma el 2006-2007.

## Història de la seva producció
El 19 de juny de 1986, d'acord amb la resolució del Comitè Central del PCUS i el Consell de Ministres de l'URSS núm. 741-208, els especialistes de l'UKBTM van començar a dissenyar un nou tanc amb la denominació "Objecte 188". Els dissenyadors, segons Vladimir Potkin, hi van posar tota l'experiència de les proves de combat i l'operació militar dels tancs T-72."Objecte 188" es va desenvolupar en paral·lel amb el tanc experimental molt més avançat "Objecte 187", ambdós objectes es van dur a terme sota el programa de portar el tanc T-72B al nivell de T-80U i T-80UD. L'armadura del T-72B de la sèrie posterior (model 1989) corresponia a aquest nivell, i el principal inconvenient era la manca d'un sistema automatitzat de control de foc. El sistema d'observació molt senzill i fiable 1A40-1 ja no compleix els requisits moderns per als tancs. Per augmentar la potència de foc del tanc, es va planejar instal·lar-hi un nou sistema de control d'incendis . La solució va ser la instal·lació del sistema de control d'incendis 1A45 Irtysh, provat als tancs T-80U i T-80 UD. Es va modificar per funcionar conjuntament amb el carregador automàtic del tanc T-72. El complex modificat va rebre la designació 1A45T. El sistema d'armes guiades Reflex 9K119 va permetre augmentar el rang de foc fins a 5000 m contra objectius que es mouen a velocitats de fins a 70 km/h. A diferència del T-72B, l'Object 188 podria disparar un míssil en moviment a velocitats de fins a 30 km/h. Per primera vegada al món, el complex de supressió òptic-electrònica TShU-1 es va instal·lar en un vehicle. Els desenvolupadors de la defensa han arribat a la conclusió que la millor manera de repel·lir les municions intel·ligents és evitar que les xoquin en absolut.
El gener de 1989, Object 188 es va presentar per a proves estatals. En sis mesos es van provar a les regions de Moscou, Kémerovo i Jàmbil, així com al lloc de proves d'Uralvagonzavod. Les proves van demostrar l'alta fiabilitat del nou dipòsit.
El 27 de març de 1991, per decisió conjunta del Ministeri de Defensa i la Indústria de Defensa, les Forces Armades de l'URSS van recomanar l'adopció del tanc amb la designació T-72BU, mentre que el desenvolupament del projecte Object 187 s'havia de reduir. No obstant això, el període posterior de la vida del país i les conclusions extretes en rebre els resultats de l'ús de combat dels tancs T-72 a l'Operació Tempesta del desert no van permetre prendre una decisió final. A més, el desembre de 1991, la Unió Soviètica va deixar d'existir.
El 20 de setembre de 1992, van començar les proves repetides de "l'objecte 188", tenint en compte l'experiència de l'ús de combat dels tancs T-72 durant l'Operació Tempesta del Desert. L'Oficina de Disseny "Uralvagonzavod" ha fet millores a "l'objecte 188": s'ha instal·lat el complex de supressió òptica-electrònica TShU-1 "Shtora-1".
El 5 d'octubre de 1992, per resolució del Consell de Ministres de la Federació Russa núm. 759-58, el tanc de batalla principal T-90 va ser adoptat per l'exèrcit rus sota la designació T-90 . Un mes després, va començar la seva producció en massa. Molt sovint, l'aparició del T-90 es va atribuir al desig de Ieltsin de tenir el "primer tanc rus", al qual ni la direcció de l'UKBTM ni el president de la comissió estatal Nikolai Shabalin es van oposar.
La fabricació de petites quantitats del T-90 amb un motor de 840 hp, va començar en 1993, basada en un prototip anomenat T-72BU. El T-90 va ser desenvolupat per l'Oficina de Disseny Kartsev-Venediktov de la fàbrica Uralvagonzavod en Nizhny Tagil, Rússia. El T-90 aquesta equipat amb armadura reactiva-explosiva de nova generació, (Kontakt-5) a la seva cuirassa i torreta. Dues variants, el T90S i T-90E han estat identificats com a possibles models d'exportació.
A mitjans de 1996, 107 tancs T-90 van ser assignats al servei del Districte Militar Rus a l'Est.
El 1999 es coneix un nou model de T-90, que és dotat amb una torreta de soldadura completa com la usada al tanc experimental Object 187 en comptes de la torreta de fosa usada originalment pel T-90. Aquest nou model és anomenat "Vladimir" en honor del Dissenyador a Cap del T-90, Vladimir Potkin, qui va morir el 1999. No es coneix com aquest nou disseny afecta la protecció i el disseny de la torreta o si la disposició del blindatge de la cuirassa del tanc va ser modificada.Actualment hi ha 241 tancs T-90 servint en la 5ta Divisió de Tancs de l'Exèrcit Rus assentada al Districte Militar de Sibèria, i set tancs T-90 en la Marina. El 15 de maig de 2006 el Ministre adjunt de Defensa Alexander Belousov va anunciar que uns trenta nous T-90 serien fabricats per a l'exèrcit rus.

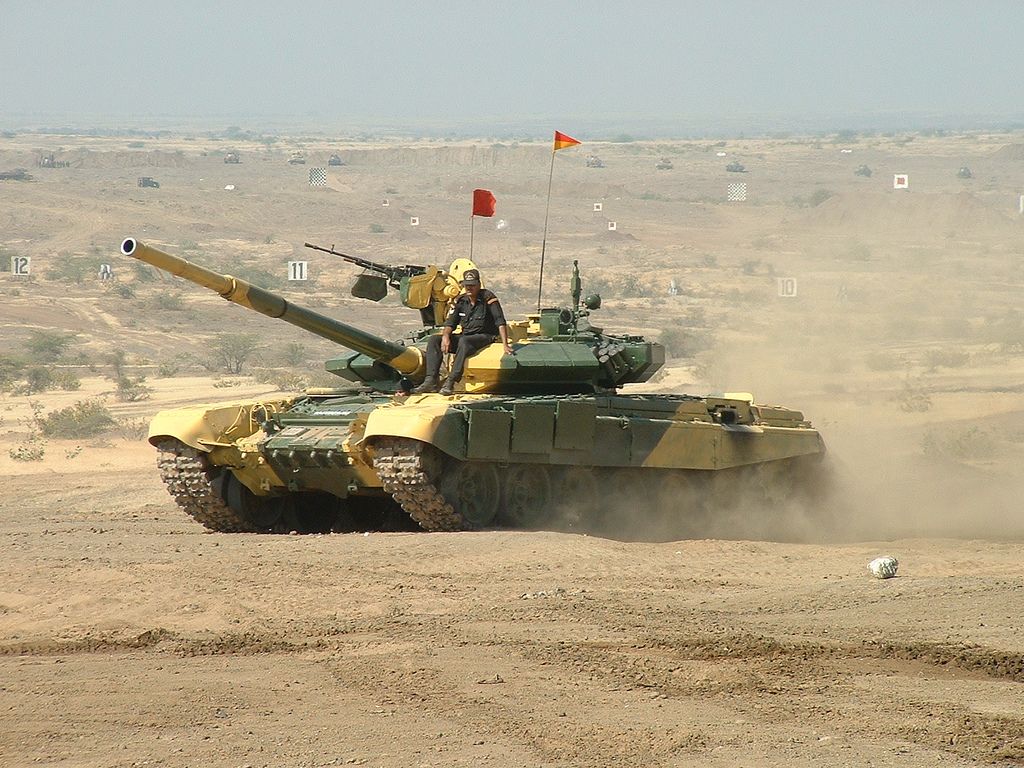
T-90 S Bhishma de l'exèrcit Indi

En el 2001 l'Índia va comprar 310 tancs T-90 S a Rússia, dels quals 120 van ser lliurats complets, 90 en conjunts semiacabats i 100 en conjunts per armar. Els T-90 S van ser fabricats per Uralvagonzavod i els motors reforçats de 1000 hp van ser proveïts per la Planta de Tractors de Chelyabinsk. El T-90 va ser seleccionat perquè és un desenvolupament directe del T-72 que l'Índia ja posseïa, simplificant-se d'aquesta manera l'entrenament i manteniment. L'Índia va comprar el T-90 després de fracassar l'intent de produir el tanc de disseny indi Arjun i per a contra arrestar el desplegament Pakistanès del tanc ucraïnès T-80UD/T-84 en 1995-97 i la compra prevista del tanc d'origen xinès/ucraïnès Al Khalid.
El contracte entre l'Índia i Rússia, estimat en uns $750 milions de dòlars, també incloïa la completa transferència de la tecnologia del T-90 i el seu sistema d'armes a l'Índia. Amb assistència russa i francesa, l'Índia va desenvolupar una versió millorada del T-90 S coneguda com el Brishma, (el nom Bhishma correspon a un personatge de l'èpica Hindú Mahabharata). Tanmateix, l'Índia ha indicat que van sorgir problemes amb les mires tèrmiques de disseny francès usades en el T-90 per la intensa calor del desert. En el 2006 el Govern Indi va atorgar un contracte per $2,500 milions de dòlars per fabricar 1000 tancs T-90 Brishma per a l'exèrcit indi. El 26 d'octubre de 2006 Índia va firmar un altre acord amb Rússia per 800 milions de dòlars per a 330 tancs T-90.

## Armament
L'armament principal del T-90 és el canó d'ànima llisa 2A46 M de 125 mm.

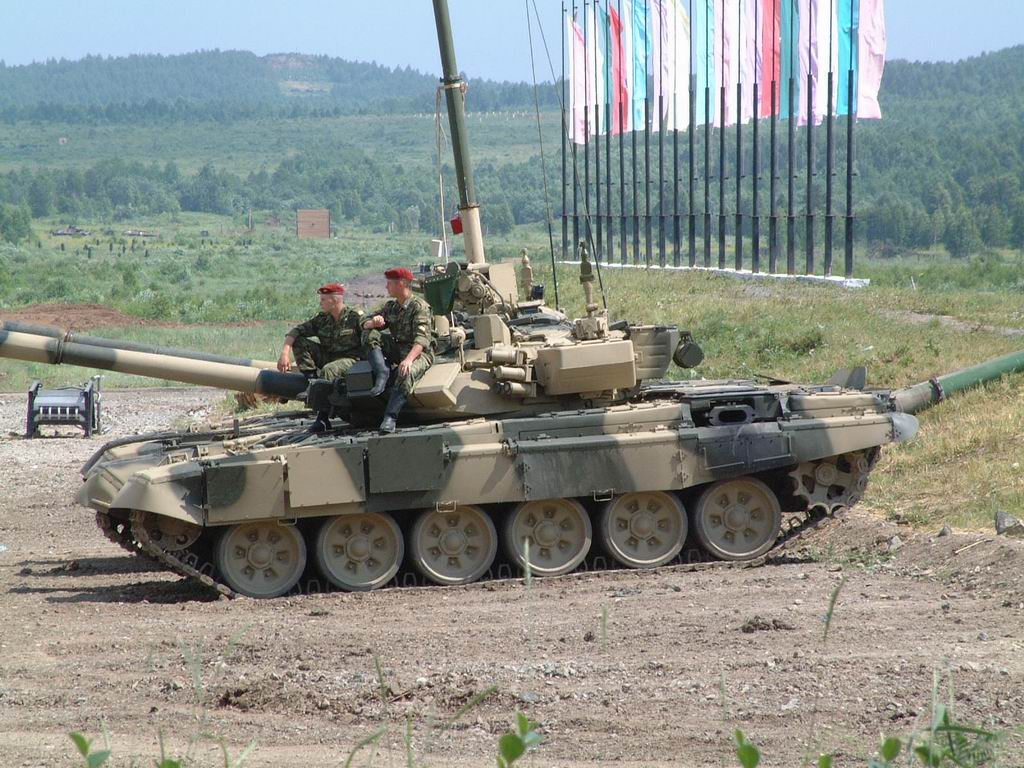
T-90 amb snorkel desplegat (foto per Alain Servaes)

És una versió altament modificada del canó antitancs Sprut i és la mateixa arma usada com a armament principal als tancs sèrie T-80. Pot ser reemplaçat sense desmantellar la torreta interna i és capaç de disparar projectils perforants (APFSDS), explosius antitancs (HEAT-FS), explosius d'alta fragmentació (HE-FRAG), Metralla de fragmentació (Fragmentació Shrapnel o FS) i míssils guiats antitancs AT-11 Sniper 9 M 119 M Reflectius.
Les variants T-90 M i T-90 Brishma poden disparar el míssil AT-11 Sniper 9 M 119 M Reflectiu, que té guiat per làser semiautomàtic i el cap de càrrega buida HEAT. El míssil té un rang efectiu de 100 m a 5000 m i li pren 17,5 segons assolir el rang màxim. Pot penetrar blindatges d'acer de 900 mm i pot assolir blancs en l'aire de baixa alçada com a helicòpters en un radi d'acció de fins a 5.000 metres.
La metralladora antiaèria, col·locada a una estació d'armes remota, NVST de 12,7 mm té un rang d'acció de 2 km i dispara 210 projectils per minut. La metralladora coaxial PKT de 7,62 mm pesa aproximadament 10,5 kg mentre que la seva caixa de munició porta 250 projectils i pesa un addicional de 9,5 kg.

## Protecció
El T-90 està equipat amb un blindatge convencional i té equip de protecció contra armament nuclear, biològic i químic (NBC).
El cos i la torreta del T-90 estan coberts per un blindatge de tercera generació consistent en blindatge reactiu Kontakt-5 (ERA). El tanc té una torreta baixa que està ubicada en el centre del casc i hi ha coberta per plaques d'ERA. L'ERA li atorga a la torreta una aparença angulosa, amb les plaques d'ERA formant una aparença d'ostra marina. Les plaques d'ERA al sostre de la torreta li proveeixen protecció contra atacs d'aeris.
El T-90 està equipat amb l'equip de contramesures Shtora-1 produït per Electronintorg de Rússia. Aquest sistema inclou un atascador infraroig, un sistema d'advertència amb quatre receptors d'advertència de làser, un sistema de descàrrega de granades que produeix una pantalla d'aerosol i un sistema computaritzat de control. El sistema d'advertència làser adverteix a la tripulació del tanc quan el tanc ha estat "pintat" per una arma amb sistema de guia làser. L'atascador electre òptic del T-90, el Shtora-1 EOCMDAS, embussa el comando semiautomàtic a l'altura de la vista de l'enemic de míssils guiats antitancs, cercadors de rang làser i designadors de blancs. El tanc T-90 Indi no està equipat amb Shtora.

### Supervivència
Mentre que el T-90 continua amb la tradició soviètica d'una protecció forta i eficient des del punt de vista del seu pes (els Soviètics van usar el blindatge compost que Occident abans, així com el sistema ERA com a protecció contra els APFSDS), com un desenvolupament evolucionat a partir del T-72, explica amb característiques similars de supervivència dels tancs occidentals, que poden mantenir la seva tripulació viva encara després de sofrir una penetració d'un projectil enemic. Actualment el Ministeri de Defensa de Rússia estudia l'opció de dotar el T-90 amb el sistema DARM-2 de protecció balística d'alta energia.

## Conflictes en què ha intervingut

### Primera guerra txetxènia
Hi ha un certificat conservat a Uralvagonzavod que indica que un tanc T-90 del model de 1992 estava a disposició d'una de les unitats de la zona de conflicte a la República Txetxena als anys noranta. Segons la informació de l'editor científic del departament de relacions públiques de la OJSC Research and Production Corporation Ural Carriage Works que porta el nom de F.E. Dzerzhinsky, candidat de ciències històriques S. V. Ustyantsev i el principal dissenyador de l'Oficina de Disseny d'Urals d'Enginyeria Mecànica del Transport OJSC D. G. Kolmakov, el 1995, diversos T-90 van participar en operacions de combat a Txetxènia i van resultar invulnerables a les armes antitanc dels militants.

### Guerra Civil Siriana
Els T-90 estan a Síria des de principis d'octubre de 2015. Els tancs sirians T-90 es van utilitzar en batalles prop de la ciutat d'Alep. Així mateix, segons l'agència de notícies de la Unió Síria, els tancs T-90 van participar directament en els combats.
A Síria, el febrer de 2016, hi havia 7 tancs T-90 de les Forces Armades russes.
En concret, una de les proves de la presència de tancs T-90 a Síria va ser un vídeo que va aparèixer el març de 2016 a Internet, que va capturar el moment del bombardeig d'un tanc ATGM TOW-2A per part dels combatents del grup opositor FSA. Un míssil disparat des d'un sistema de míssils antitanc va colpejar la torreta d'un tanc T-90 model de 1992. L'ona de xoc de l'explosió del coet i dels mòduls de protecció dinàmica va entrar per l'escotilla oberta i va provocar una commoció cerebral, però ell mateix va abandonar el tanc. No hi havia signes visibles de ferides al camió cisterna ni d'incendi al tanc. Al cap d'un temps, els soldats de la SAA van publicar una foto del tanc que s'estava reparant, on es veien danys externs parcials, com ara un focus IR trencat i un suport de metralladora danyat, però no es van trobar rastres de penetració de blindatge o foc al tanc.
A principis de juny de 2016, un dels T-90A sirians va ser capturat pel grup islamista Harakat Nureddin al-Zinki a la zona d'Alep.
El setembre de 2017, van aparèixer informes que aquest tanc va ser destruït per un tret d'un tanc governamental T-72: un obús de subcalibre va perforar el costat esquerre, cosa que va provocar el foc de la munició, la destrucció del tanc i la mort de l'equip.
El gener de 2017, un T-90 va ser abatut durant les batalles prop de la ciutat de Khanasser durant una incursió contra l'Estat Islàmic. El suport de la metralladora i la protecció dinàmica de la torreta es van incendiar. Unes hores més tard, a causa de les escotilles obertes, el foc va arribar a la càrrega de munició i es va iniciar un foc, a conseqüència del qual el dipòsit no va resultar greument danyat.
El 16 de novembre de 2017, l'EI va publicar una foto d'un T-90 abatut durant la batalla per la ciutat d'Abu Kamal amb la torre arrencada. Aquest va ser el primer cas de detonació de munició en el T-90 des del començament de l'ús d'aquest tanc en combat.
El març de 2018, els tancs T-90A van participar activament en una operació a gran escala a Ghouta oriental com a part de la brigada d'atac d'elit de la Força del Tigre.

### Guerra al Donbàs
Els T-90A van ser utilitzats per Rússia durant la guerra, en particular per la 136a Brigada de Rifles Motoritzats de Guàrdies Separats. L'ús del T-90A es va registrar en les batalles per Ilovaisk i l'assalt de l'aeroport de Luhansk, mentre que una sèrie de T-90A van ser destruïts.

### Guerra de l'Alt Karabakh de 2020
L'exèrcit d'Azerbaidjan va utilitzar tancs T-90 a la guerra del 2020. Segons la revista Forbes, a finals d'octubre es va registrar la pèrdua de dos T-90S azerbaidjans en batalles.
Per fonts d'Oryx van calcular que durant el conflicte, va perdre en total 10 tancs T-90 de totes les variants, dels quals 5 són destruïts i 2 són capturats.

### Invasió Russa a Ucraïna del 2022
Durant Invasió russa d'Ucraïna del 2022, es va registrar un ús de tancs de la família T-90 amb les Forces Armades de Rússia. A causa de les tàctiques incorrectes d'utilitzar tancs (moviment en columnes sense la seguretat adequada, separació de les columnes de suport posterior), així com les característiques del disseny (ubicació de la munició al compartiment de combat molt a prop de la tripulació), les pèrdues de tancs de la família T-90 de les Forces Armades russes va resultar ser alta. A més, les principals pèrdues als tancs T-90 de les Forces Armades russes van ser causades per ATGM, com ara FGM-148 Javelin, Carl Gustaf, NLAW.
Per fonts d'Oryx van calcular que durant el conflicte, el bàndol rus va perdre en total 188 tancs T-90 de totes les variants, dels quals 116 són destruïts i 18 són capturats, la major part són T-90M.

## Modificacions
- Object 188: Prototip experimental d'un tanc desenvolupat per l'oficina de disseny d'enginyeria de transport "Uralvagonzavod", dissenyador en cap Vladimir Ivanovitx Potkin.
- T-90 Vladimir: Versió de producció del tanc T-90. El sistema de control s'unifica amb els reflectors T-80U, OTSHU "Shtora" i la protecció dinàmica "Kontakt-5". El disseny de la torreta i el casc és similar al del T-72B. Recomanat per a l'adopció de les Forces Armades de l'URSS sota la designació T-72BU. Com que la diferència entre el tanc T-72 i el T-90 era superior al 50%, el 5 d'octubre de 1992 es va prendre la decisió d'adoptar aquest tanc per al servei amb l'exèrcit rus sota la designació T-90. Després de la mort del dissenyador principal del tanc, Vladimir Ivanovitx Potkin, el 1999, per decisió del govern rus, el tanc T-90 va rebre el sobrenom de Vladimir.[22]
  - T-90K: Versió de comandament del T-90. Equipat amb l'estació de ràdio HF R-163-50K "Arbalet-K", equip de navegació (TNA-4-3), brúixola d'artilleria PAB-2M i unitat de potència autònoma AB-1-P/28.5-V-U. Va entrar en servei el 1994.
  - T-90S Bhishima: Versió d'exportació del T-90 per a l'exèrcit indi l'any 2000 amb una torreta soldada i un motor V-92S2 (1000 CV). El tanc no té reflectors OTSHU Shtora, s'instal·len unitats addicionals de protecció dinàmica.
    - T-90SK: Versió de comandament del T-90S amb equips de comunicacions i navegació addicionals.[23]
- T-90A: Modificació en sèrie del T-90, produïda entre 2004 i 2011. Es va instal·lar el motor V-92S2 amb una potència de 1000 CV. s., una torreta soldada millorada amb una major durabilitat en lloc d'una de fosa i un canó 2A46M-5. Es va reforçar l'armadura de la part frontal superior del casc, es va millorar l'equip d'imatge tèrmica i es va instal·lar un nou sistema d'equips contra incendis. Els primers 32 tancs estaven equipats amb una visió de visió nocturna amb un intensificador d'imatge de la tercera generació "Buran-M", des del 2006 es va instal·lar la segona generació TVP "ESSA" (modificació Catherine-FC als tancs de la primera sèrie i Catherine- XG en tancs produïts des de 2009). La carregadora automàtica s'ha modificat per adaptar-se als BPS S-1 i S-2. S'ha augmentat el volum reservat en 100 litres i s'han protegit els dipòsits de combustible. Va entrar en servei el 2005.
  - T-90AK: Versió de comandament del T-90A, amb equips de comunicacions i navegació addicionals, així com un sistema tàctic de gestió de batalles.
  - T-90CA: Modificació del tanc T-90A per als exèrcits d'Algèria, Líbia, Índia, etc. Es distingeix per un aire condicionat instal·lat i la capacitat d'instal·lar una unitat de control d'incendis Shtora.[24]
- T-90AM (Proryv 1): Modificació del T-90A. Torre modernitzada segons el projecte d'R+D. Instal·lat: sistema de control de foc Kalina, canó 2A46M-5 millorat, canó antiaeri controlat a distància UDP T05BV-1, així com protecció dinàmica Relikt. Per primera vegada en la història de la construcció de tancs russos, es va utilitzar un control basat en un volant i es va instal·lar un sistema de canvi de marxes automàtic amb la possibilitat de canviar a manual. El dipòsit està equipat amb una central elèctrica monobloc V-92S2F amb una capacitat de 1130 CV. Amb. El tanc utilitza dos sistemes de navegació alhora: satèl·lit i inercial. Aquesta combinació permetrà a la tripulació seguir les coordenades del seu vehicle fins i tot en terrenys amb canals de comunicació limitats.[25]
  - T-90SM (Proryv 2): Versió d'exportació del tanc T-90AM. Es va presentar per primera vegada públicament el 9 de setembre de 2011 al camp d'entrenament NTIIM a Nizhny Tagil com a part de la VIII exposició internacional d'armes REA-2011.[26]
  - T-90SM Tagil: Versió d'exportació del tanc T-90AM.[27]
- T-90M (Proryv 3): Modificació del T-90A dissenyada a UKBTM, part de la corporació d'investigació i producció d'Uralvagonzavod, com a part de l'R+D "Breakthrough-3". La diferència clau entre aquesta modificació i les anteriors és el mòdul de torreta d'un nou disseny amb blindatge multicapa, amb l'emmagatzematge de municions situat fora del compartiment de lluita; A més, el tanc està equipat amb una altra pistola - 2A82-1M, un sistema de control de foc altament automatitzat "Kalina", un muntatge de metralladora antiaèria modular controlat a distància "UDP T05BV-1" amb una màquina de 12,7 mm. pistolaKord MT, emissora de ràdio R-168-25U-2 "Aqüeducte" i unitat de potència auxiliar DGU7-27. S'utilitza un control basat en el volant i un sistema de canvi de marxes automàtic amb la possibilitat de canviar a manual. El dipòsit està equipat amb una central elèctrica monobloc V-92S2F amb una capacitat de 1130 CV. Amb. Per protegir-se del foc enemic, el vehicle està equipat amb pantalles de gelosia anticumulatives i el complex de protecció dinàmica Relikt. Per tal d'augmentar la supervivència, s'ha optimitzat la col·locació de combustible i munició al casc del tanc i s'han introduït pantalles per protegir la tripulació, la munició i l'equip dels danys per un flux secundari de fragments.[28]

## Versions

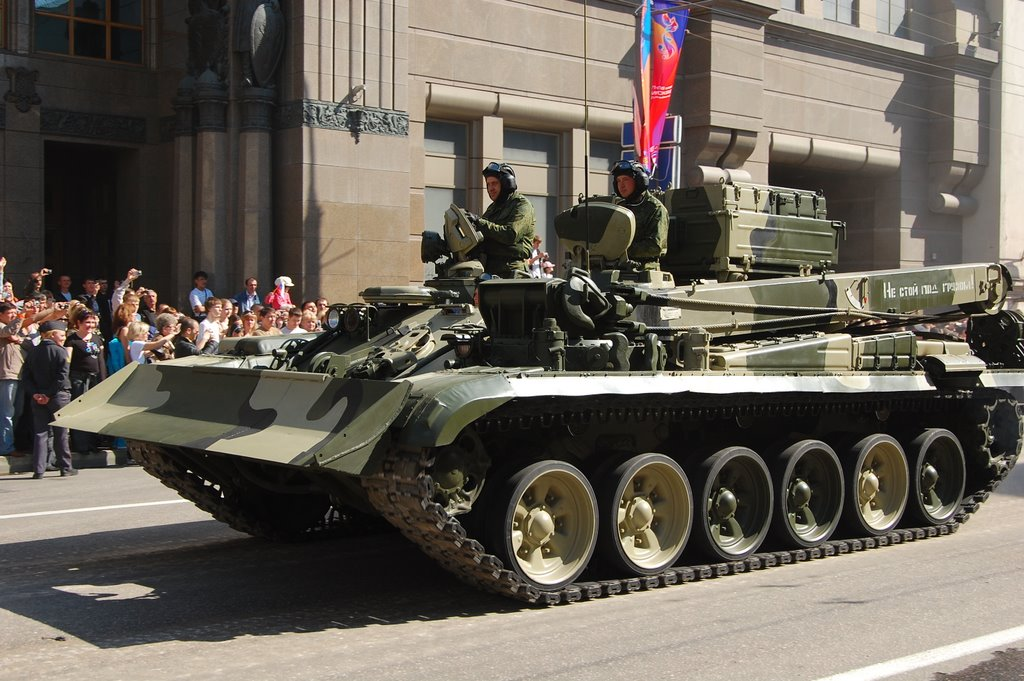
El vehicle rus BREM-1M va blindar la reparació i recuperació durant la desfilada de la Victòria de 2009.

- BREM- 1M: Vehicle blindat de reparació i recuperació feta sobre el xassís del tanc T-90.[29]
- IRM-3M: Tanc d'enginyeria feta sobre el xassís del tanc T-90.[30]
- UBIM: Tanc d'enginyeria feta sobre el xassís del tanc T-90.[31]
- MTU-90: Vehicle llançaponts blindat.
  - MTU-90M: Vehicle llançaponts blindat amb millores.[32]
- BRM-3M: És un vehicle blindat rus de neteja de mines basat sabore el xassís del t-90.[32]
- BMPT Terminator: És un nou vehicle de combat rus per a infanteria dissenyat per a fer costat als carros de combat i la infanteria en operació, primàriament en zones urbanes.[33]
- TOS-1 Buratino: És un llançacoets múltiple capaç d'utilitzar ogives termobàriques

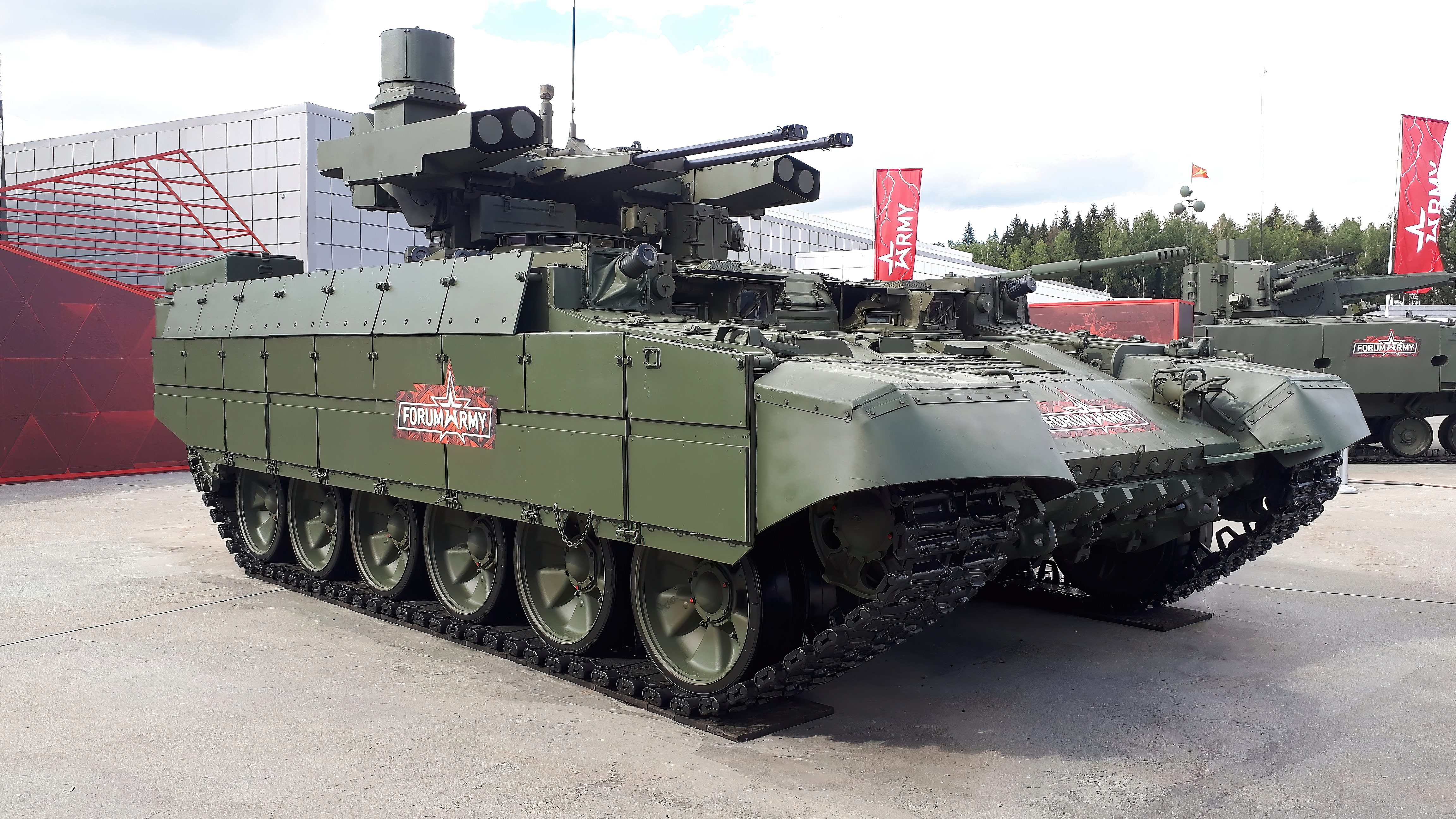
BMPT Terminator

- BMPT Terminator2S35 Koalitsia-SV: Obús autopropulsat de 152 mm
- Passage-1: Robot buscamines controlat.[34]
- E300: Xassís universal basat al T-90S.[35]
- UMZ-G: Nou vehicle de mina polivalent.[36]

## Operadors
- Països on tenen un T-90 operatiu Azerbaidjan: 93 unitats T-90S a partir de 2024, es van instal·lar sistemes de supressió òptic-electrònic Shtora-1 als tancs.[37]

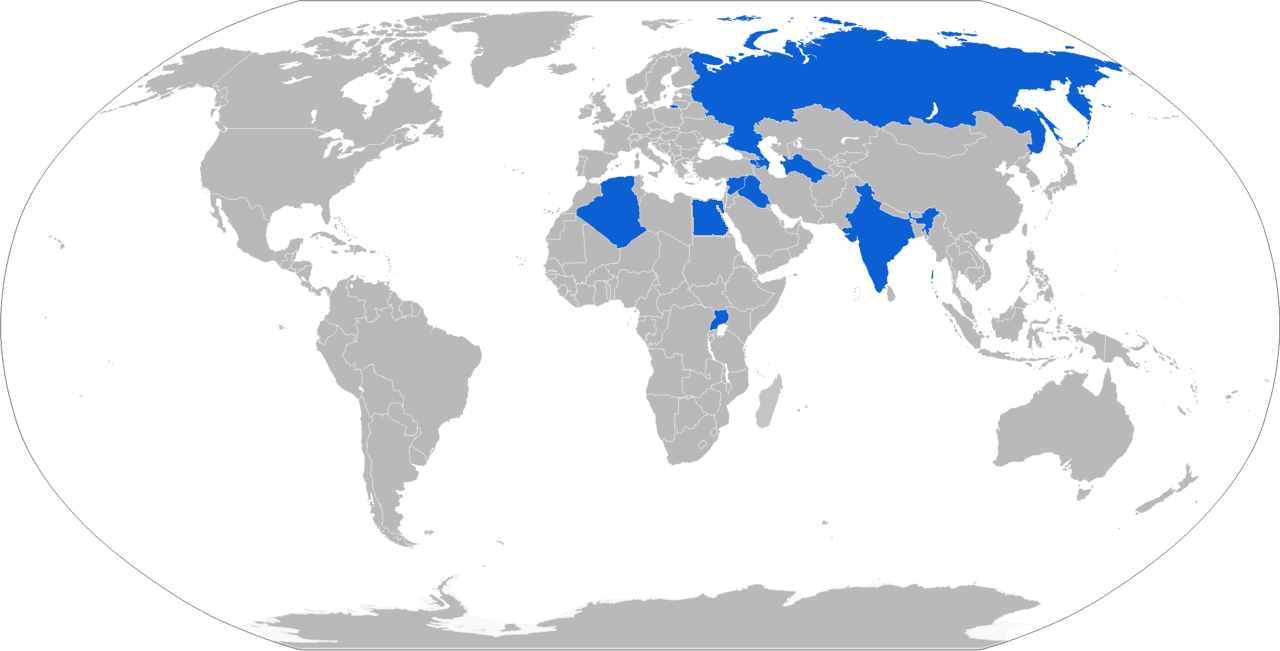
Països on tenen un T-90 operatiu

- Algèria: Més de 600 unitats T-90CA el 2024.[38]
- Índia: Unes 1.200 unitats T-90S "Bhishma" a partir de 2024.[39]
- Rússia: 220 T-90A i T-90M (i alguns més T-90/-90A en emmagatzematge).[40]
- Síria: Un nombre de T-90 i T-90A en servei a partir de 2024.[41]

## Carros de combat similars
- AMX-56 Leclerc
- C1 Ariete
- Challenger 2
- Leopard 2
- M1 Abrams
- Merkava
- Tipus 99

### Altres tancs de la Unió Soviètica/Rússia
- T-80, T-72, T-70, T-34, T-26, T-34-85